# Thomas Francis Knox
Padre Francis Knox (nascido como Thomas Francis Knox ; 24 de dezembro de 1822 - 20 de março de 1882, Londres).
Knox, cujo perfil no Dicionário de Biografia do Novo Ulster afirma que ele nasceu no condado de Armagh, não em Bruxelas, era um padre católico romano ultramontano anglo-irlandês e autor, conhecido por seus escritos históricos e traduções.

## Vida
Knox era o filho mais velho de uma família ligada à nobreza protestante irlandesa: seu pai John Henry Knox, MP conservador de Newry, era o filho mais novo de Thomas Knox, primeiro conde de Ranfurly. Sua mãe era Mabella Josephine Needham, filha de Francis Needham, primeiro conde de Kilmorey.
Ele foi educado em uma escola particular de Hampshire e frequentou o Trinity College, em Cambridge, graduando-se em 1845.
Ele se converteu ao catolicismo romano em 1845 sob a influência de Frederick William Faber. Incentivado a viajar por dois anos por seu pai preocupado, Knox esperava ver o México, mas teve a sorte de sobreviver a um naufrágio ao largo de Yucatán. Continuando para os Estados Unidos, ele decidiu se preparar para a ordenação na França. Convidado a Roma para instrução papal por John Henry Newman em 1847, Knox procedeu como noviço oratoriano, tomando Francis como seu nome na religião, como Padre Francis Knox, com meia dúzia de padres. O resto de sua vida centrou-se no grupo oratoriano da Inglaterra.
O grupo baseado no Oratório de Birmingham se dividiu em abril de 1849. Juntamente com Faber, Knox fundou o Oratório de Londres. A divisão do grupo oratoriano original foi em parte motivada por dificuldades pessoais e, em particular, pela atitude de Newman para com Knox, que estava se revelando problemático. De 1865 a 1868, Knox serviu como superior do Oratório de Londres.
Knox foi chamado de "o mais instruído de todos os padres daquela época". Ele traduziu a autobiografia de Henry Suso em 1865. Em 1867, ele defendeu uma interpretação maximalista da doutrina da infalibilidade papal, embora em "tom seco e moderado". Nomeado arquivista diocesano de Westminster quando o Cardeal Manning encarregou os oratorianos dos arquivos diocesanos em 1876, ele editou vários volumes de registros católicos ingleses.

## Trabalho
- The Life of Blessed Henry Suso by Himself (translation, 1865)
- When Does The Church Speak Infallibly? or, the nature and scope of the church's teaching office (1867)
- The Last Survivor of the Ancient English Hierarchy, Thomas Goldwell, Bishop of St. Asaph (1876). Originally appeared in The Month, Jan-Feb 1876. Republished in Thomas Edward Bridgett, Queen Elizabeth and the Catholic Hierarchy (1889)
- (ed. with introduction) The First And Second Diaries Of The English College, Douay (1878)
- (ed. with introduction) The Letters and Memorials of William Cardinal Allen (1882)